# 1958 Chandra
1958 Chandra eller 1970 SB är en asteroid i huvudbältet som upptäcktes den 24 september 1970 av den argentinska astronomn Carlos U. Cesco vid Leoncito Astronomical Complex. Den har fått sitt namn efter nobelpristagaren Subramanyan Chandrasekhar.
Asteroiden har en diameter på ungefär 34 kilometer.